# Buchberg (Geretsried)
Buchberg ist ein Gemeindeteil der Stadt Geretsried im oberbayerischen Landkreis Bad Tölz-Wolfratshausen.
Der Ort liegt nordwestlich der Kernstadt Geretsried. Unweit östlich verläuft die B 11, östlich fließt die Isar, westlich verläuft der Loisach-Isar-Kanal.

## Sehenswürdigkeiten
In der Liste der Baudenkmäler in Geretsried ist für Buchberg ein Baudenkmal aufgeführt:
- Die im Jahr 1857 errichtete Kapelle ist ein rechteckiger Satteldachbau mit Dachreiter.